# Allier (reka)
Allier (okcitansko Alèir) je reka v osrednji Franciji, levi pritok Loare. Izvira v severnem vznožju gore Lozère, od koder teče pretežno proti severu in se po 410 km zahodno od Neversa izliva v Loaro.

## Geografija

### Departmaji in kraji
Reka Allier teče skozi naslednje departmaje in kraje:
- Lozère: Langogne
- Ardèche (mejna reka z Lozère)
- Haute-Loire: Brioude, Langeac
- Puy-de-Dôme: Brassac-les-Mines, Auzat-sur-Allier, Issoire, Cournon-d'Auvergne
- Allier: Vichy, Varennes-sur-Allier, Moulins
- Cher
- Nièvre

### Porečje
- Alagnon (l)
- Anse
- Couze Pavin (l)
- Dore (d)
- Morge (l)
- Sioule (l)
- Veyre (l)